# 九十九橡树 (加利福尼亚州)
九十九橡树（英語：Ninetynine Oaks，音译：奈蒂奈奧克斯）是位於美國加利福尼亞州洛杉磯縣的一個非建制地區。該地的面積和人口皆未知。

## 地理
九十九橡树的座標為34°28′33″N 118°07′00″W / 34.47583°N 118.11667°W，該地的平均海拔高度為342米（即1122英尺）。